# Loaded Weapon 1
(National Lampoon's) Loaded Weapon 1 is een Amerikaanse parodie- en actiefilm uit 1993 van Gene Quintano met in de hoofdrollen Samuel L. Jackson en Emilio Estevez.

## Verhaal
Billie York (Whoopi Goldberg) wordt vermoord door Mr. Jigsaw (Tim Curry) omdat ze een belangrijke microfilm bezit. Haar voormalige partner bij de politie, Wes Luger (Samuel L. Jackson), krijgt de leiding in deze zaak, maar op voorwaarde dat hij samenwerkt met Jack Colt (Emilio Estevez), een gestoorde voormalige narcotica-agent. Het spoor leidt naar generaal Mortars (William Shatner), onder wie Luger heeft gewerkt in Vietnam.

## Rolverdeling
| Acteur            | Personage             | Opmerkingen |
| ----------------- | --------------------- | ----------- |
| Samuel L. Jackson | Wes Luger             |             |
| Emilio Estevez    | Jack Colt             |             |
| William Shatner   | Curtis Mortars        | generaal    |
| Jon Lovitz        | Rick Becker           |             |
| Whoopi Goldberg   | Billy York            |             |
| Tim Curry         | Mr. Jigsaw            |             |
| Kathy Ireland     | Miss Destiny Demeanor |             |

## Verwijzingen
Loaded Weapon 1 is in hoofdzaak een parodie op de Lethal Weapon-films, waarin ook een blanke en zwarte agent samenwerken, maar daarnaast zijn er nog vele verwijzingen naar andere films, televisieprogramma's en reclames, zoals bijvoorbeeld The Silence of the Lambs en Star Trek.

## Trivia
De "1" in de titel is niet bedoeld als grap; het was wel degelijk de bedoeling om een tweede deel te maken, maar dit ging niet door omdat de eerste film te weinig succes had.